# Mycodiplosis emarginata
Mycodiplosis emarginata är en tvåvingeart som beskrevs av Ephraim Porter Felt 1907. Mycodiplosis emarginata ingår i släktet Mycodiplosis och familjen gallmyggor.
Artens utbredningsområde är New York. Inga underarter finns listade i Catalogue of Life.